# Điều kiện (lập trình máy tính)

Sơ đồ luồng If-Then-Else

Trong khoa học máy tính, các câu lệnh điều kiện (conditional statement), biểu thức điều kiện (conditional expression) và cấu trúc điều kiện (conditional construct) là các tính năng của ngôn ngữ lập trình, thực hiện các tính toán hoặc hành động khác nhau tùy thuộc vào điều kiện boolean do lập trình viên đưa ra được đánh giá là đúng hay sai. Ngoài trường hợp xác định nhánh (branch predication), điều này luôn đạt được bằng cách thay đổi có chọn lọc luồng điều khiển dựa trên một số điều kiện.
Trong các ngôn ngữ lập trình mệnh lệnh, thuật ngữ " câu lệnh điều kiện" (conditional statement) thường được sử dụng, trong khi đó trong lập trình chức năng, thuật ngữ " biểu thức điều kiện" hoặc "cấu trúc điều kiện" được ưa thích hơn, bởi vì các thuật ngữ này đều có ý nghĩa riêng biệt.

## If–then(–else)
Cấu trúc if–then xây dựng (đôi khi được gọi là if–then–else) phổ biến trên nhiều ngôn ngữ lập trình. Mặc dù cú pháp thay đổi từ ngôn ngữ sang ngôn ngữ, cấu trúc cơ bản (ở dạng mã giả) trông như thế này: 
```
If
 
(
boolean
 
condition
)
 
Then

    
(
consequent
)

Else

    
(
alternative
)

End
 
If

```